# Nusa andhraensis
Nusa andhraensis là một loài ruồi trong họ Asilidae. Nusa andhraensis được Joseph & Parui miêu tả năm 1999. Loài này phân bố ở miền Ấn Độ - Mã Lai.